# Schwenningen, Sigmaringen
Schwenningen är en kommun (tyska Gemeinde) i Landkreis Sigmaringen i delstaten Baden-Württemberg i Tyskland. Folkmängden uppgår till cirka 1 700 invånare, på en yta av 19 kvadratkilometer.
Kommunen ingår i kommunalförbundet Stetten am kalten Markt tillsammans med kommunen Stetten am kalten Markt.